# 郭慕孙
郭慕孙（1920年5月9日—2012年11月20日），男，原籍广东潮阳，生于湖北汉阳，中国化学工程学家，中国流态化学科研究的开拓者。曾任中国颗粒学会名誉理事长。

## 生平
1943年毕业于上海沪江大学化学系，之后相继在上海汉堡化工厂和生化药厂任化学师。
1946年10月获美国普林斯顿大学硕士学位。1946年10月起，在美国碳氢研究公司任工程师，从事煤的气化等研究。1948年1月起，受美国可口可乐公司的聘任，先后派往中国和印度任工程师。1950年，与桂慧君女士结婚。1952年5月，重返美国碳氢研究公司。
1956年8月，通过外交途径偕妻带子，回到中国大陆。1956年10月，协助叶渚沛所长筹建化工冶金研究所，历任室主任、研究员。1978年，担任化冶所负责人、代所长、所长。1986年起，任名誉所长。
2012年11月20日因病医治无效，在北京逝世，享年92岁。

## 社会兼职
2003年起，任《中国颗粒学报》（“China PARTICUOLOGY”）的主编。

## 学术贡献
- 1948年在美国《化工进展》期刊发表的硕士毕业论文“固体颗粒的流态化”，首次提出了“散式”和“聚式”流态化的新概念，为流态化研究做出了开拓性的工作。
- 1956年10月协助叶渚沛所长筹建化工冶金研究所，建立了中国最早的流态化研究室

## 荣誉
- 1980年当选为中国科学院学部委员（院士）
- 1997年当选为瑞士工程科学院外籍院士[2]。
- 2008年被美国化学工程师学会评选为化学工程百年开创时代50位杰出化工科学家（Fifty Chemical Engineers of the“Foundation Age”）之一[3]。

## 家族
祖父郭信臣为旧上海滩潮州大亨。父亲郭承恩（1884年－？）毕业于英国谢菲尔德大学，历任总工程司、沪杭甬铁路管理局局长、上海兵工厂厂长、国民政府军政部兵工署副署长、财政部中央造币厂厂长。1933年在上海创办了中国第一家工业炼气公司。
妻子桂慧君。女儿郭瑞明，女婿曾泓（Hung Tseng）为美国约翰·霍普金斯大学博士，是外科学家曾憲九之子。
族亲郭任远为中国心理学开拓者。